# HD48478
HD48478 — хімічно пекулярна зоря спектрального класу B9, що має видиму зоряну величину в смузі V приблизно 10,3.
Вона  розташована на відстані близько 3106,3 світлових років від Сонця.

## Пекулярний хімічний вміст
Зоряна атмосфера HD48478 має підвищений вміст 
Si
.